# قاي دوفور
قاي دوفور (14 مارس 1987 مول، بلجيكا بلجيكا - ) هو لاعب كرة قدم بلجيكي يلعب كلاعب وسط.

## روابط خارجية
- قاي دوفور على موقع قاعدة بيانات كرة القدم.إي يو (الإنجليزية)
- قاي دوفور على موقع Soccerway.com (الإنجليزية)